# Ginza (canción)
«Ginza» es una canción interpretada por el cantante colombiano J Balvin, incluida en su segundo álbum de estudio titulado Energía. Balvin la compuso junto a Salomón Villada, Rene Cano, Alejandro Patiño y Alejandro Ramírez, estos dos últimos además fungen como productores. Lo publicó como el primer sencillo del álbum de estudio el 17 de julio de 2015.
«Ginza» tuvo un recibimiento comercial exitoso a nivel internacional, al lograr el número uno en países como España, Italia, México y en los Estados Unidos para el mercado latinoamericano, además de ingresar al listado principal Billboard Hot 100, como la primera canción del intérprete en dicha lista. En la lista de Hot Latin Songs, Balvin sobrepasó el récord de «Me enamora» (2007) de Juanes, «Te quiero» (2008) de Flex y «A puro dolor» (2000) de Son by Four, quienes habían permanecido veinte semanas como el sencillo (sin acompañante) con mayor número de semanas en la cima de la lista.
El vídeo musical de la canción estuvo dirigido por Juan Pablo Valencia y se grabó en su Antioquia natal. Para promocionar la canción, Balvin lo interpretó en los Premios Juventud 2015, transmitidos por la cadena estadounidense de habla hispana Univision, así como en la gala de los Premio Grammy Latino del 2015, igualmente presentados por Univision, donde abrió la ceremonia junto a Farruko, Major Lazer y MØ. También se presentó en el Festival de la Canción de Sanremo en Italia, siendo así el primer colombiano invitado al evento.
El tema se lanzó al mercado el 17 de julio de 2015, como descarga digital. El primer remix del tema, que contó con la participación de Yandel, Farruko, Daddy Yankee, Nicky Jam, De la Ghetto, Zion y Arcángel, fue lanzado también en formato digital el 18 de diciembre de 2015, otra versión, esta vez con la participación de la cantante y actriz brasileña Anitta se lanzó el 29 de enero de 2016 para descarga digital.

## Antecedentes

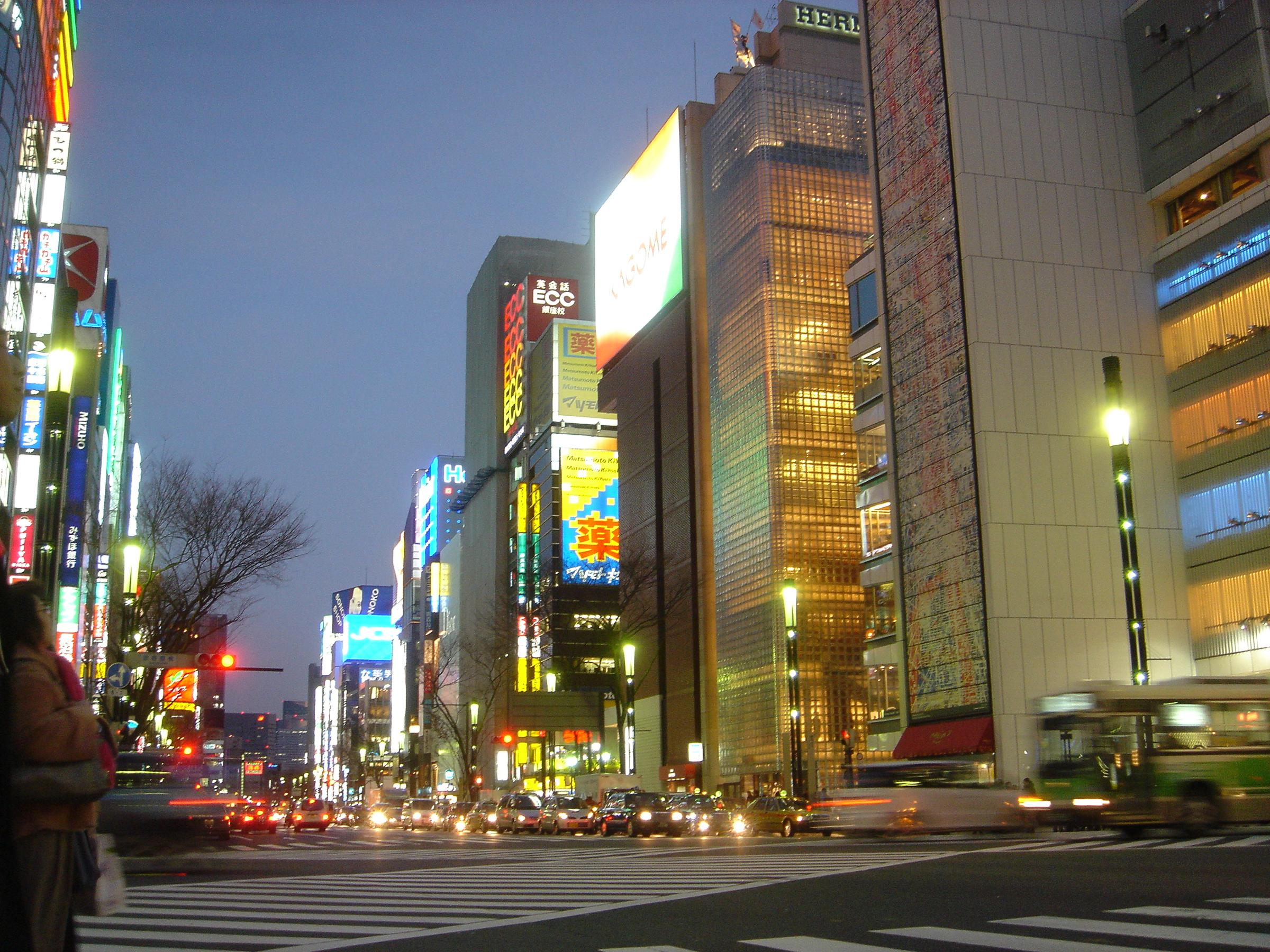
Según Universal «Ginza» representa «una ciudad en Japón donde la moda es preeminente.

El nombre de la canción surgió por un filtro de imagen que J Balvin usa constantemente en la red social fotográfica Instagram. Balvin decidió colocar dicho nombre, luego de que sus fanáticos «se apropiaran del nombre». Según Universal Music Group, «Ginza» representa «una ciudad en Japón donde la moda es preeminente, mostrando que el título es la representación perfecta de los grandes amores del artista; sus fanes, su música y la moda». Balvin indicó que con «Ginza» se permitió «salir de su zona de confort», además aseguró que se «arriesgó para brindarle un nuevo sonido al mundo» y «de los cobardes nunca se ha escrito nada».

## Composición

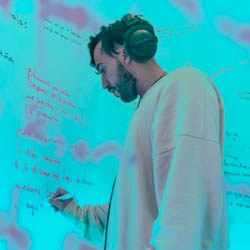
René David Cano (foto), ha sido el encargado de producir y escribir «Ginza». También colaboro con Balvin en otras canciones incluyendo «Ay vamos», «Sigo extrañándote» y «Bobo».

«Ginza» está escrita por Balvin, junto a Salomón Villada Hoyos, René Cano Ríos, Carlos Alejandro Patiño y Alejandro Ramírez, mientras que la producción quedó a cargo de estos dos últimos, bajo su nombre artístico «Mosty» y «Sky» respectivamente. Según Feid, (como es conocido artistícamente Salomón Villada Hoyos y uno de los compositores del tema), el proceso de creación del tema fue trabajado a la par de todos los compositores y productores: «Mientras el [Alejandro "Sky" Ramírez] nosotros íbamos haciendo la letra, entonces los sonidos que se van generando te hacen sentir cosas, alegría, tristeza, amor o desconfianza». Villada afirmó además que «la pista es diferente, la letra es rara, tiene metáforas».

## Recepción

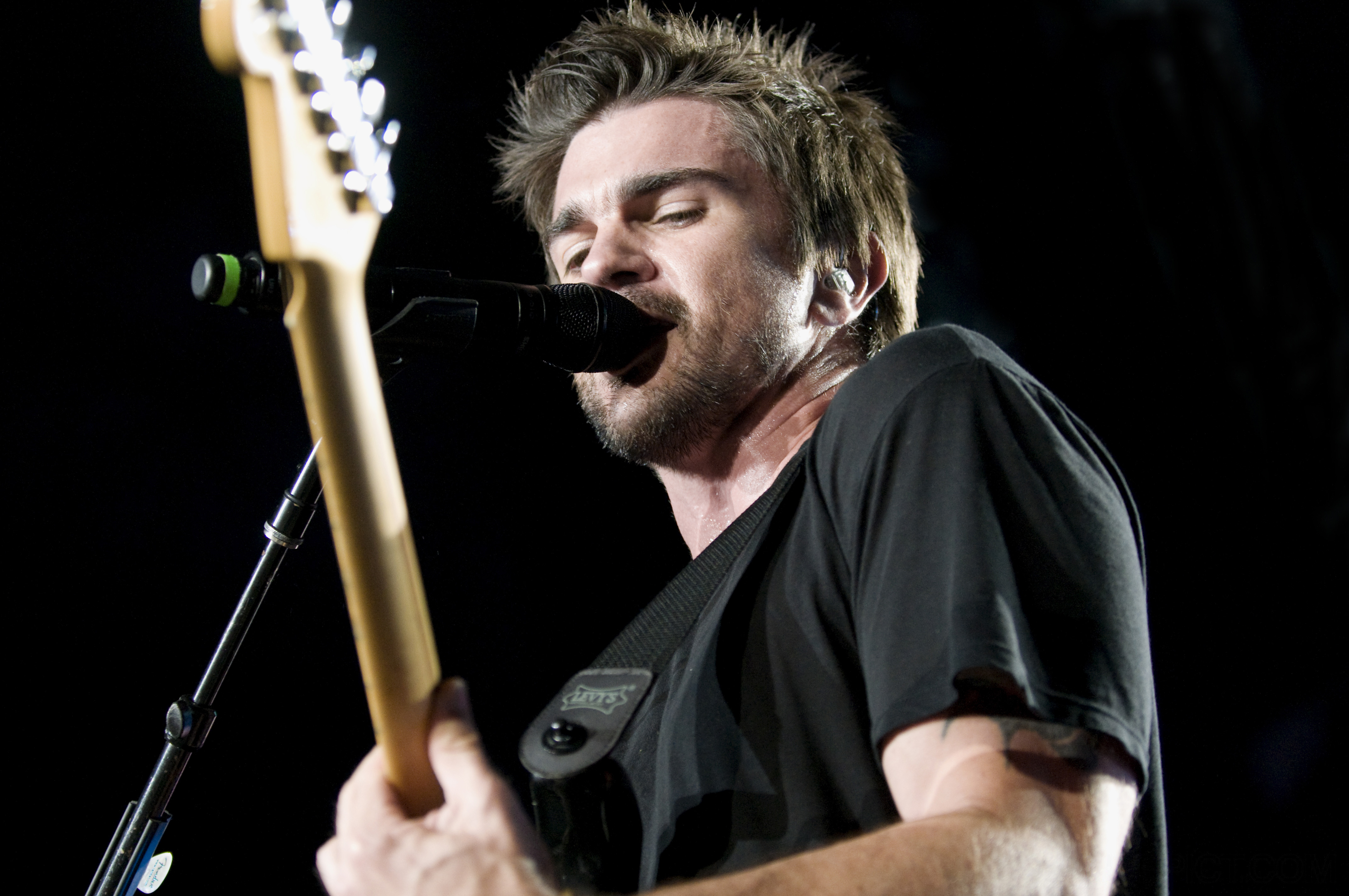
Con «Ginza», Balvin sobrepasó el récord de «Me enamora» (2007) de Juanes, como el sencillo (sin acompañante) con mayor número de semanas en la cima de la lista Hot Latin Songs.

Leila Cobo de Billboard calificó con tres estrellas de cinco al tema. Cobo señaló que aunque Balvin es conocido por su «melodía infundida de reguetón», «Ginza» es todo «sobre el ritmo», con un arreglo «electro minimalista inspirado en floreos de calipso inesperados y tonos bajos y suaves». Cobo concluye que el tema aunque no cuenta con un «coro irresistible» como el de «6 AM», esta «oda a clubes, las mujeres y el baile todavía despertarán en ustedes movimiento».
«Ginza» se convirtió en el sencillo más exitoso de la carrera del artista. En Colombia, país del intérprete, «Ginza» se colocó en la segunda posición del listado general de National Report, asimismo recibió una certificación de disco de oro, por cinco mil copias legales vendidas. En México, el tema consiguió también un disco de oro otorgado por la Asociación Mexicana de Productores de Fonogramas y Videogramas (AMPROFON), esto gracias a su alto impacto en la nación norteamericana, ya que logró la primera posición en los listados de airplay realizados por Billboard. Por su parte en República Dominicana se hizo con el tercer puesto del listado general y la primera casilla en el urbano, ambas realizadas por Monitor Latino, en Venezuela, se posicionó en el décimo lugar del listado general de Record Report. «Ginza» también consiguió un disco de oro en Chile y tres discos de platino en Perú.
En Estados Unidos, alcanzó la posición 84 del listado principal de la revista musical Billboard Hot 100, siendo la primera entrada en dicha lista del intérprete. En las listas de popularidad para el mercado latino, «Ginza» se ubicó en la primera posición de Hot Latin Songs, así como también en Latin Pop Songs y Latin Rhythm Airplay. Al permanecer veintiún semanas consecutivas en la cima del Hot Latin Songs de Billboard, «Ginza» estableció un nuevo récord, como el acto con más semanas en el número de la lista por un artista sin acompañante, sobrepasando a «Me enamora» (2007) de Juanes, «Te quiero» (2008) de Flex y «A puro dolor» (2000) de Son by Four, quienes habían permanecido veinte semanas en la cima de la lista. La Recording Industry Association of America (RIAA), certificó a «Ginza» con un disco de platino para el público latino, por ventas de sesenta mil descargas legales.
La canción tuvo un éxito moderado en Europa. Logró ingresar a los listados de varios países en posiciones importantes, en España e Italia, se ubicó en la primera posición de sus respectivos listados, así se convierte en su primer corte en dicha posición. En dichos países sus organismos certificadores le otorgaron tres y dos discos de platino respectivamente. En Rumanía se posicionó en la segunda plaza del listado realizado por Media Forest en ese país y en Hungría alcanzó la posición 11. Entretanto en países como Eslovaquia, Países Bajos, Polonia y Suiza se ubicó fuera de las treinta primeras canciones.

## Vídeo musical y presentaciones
J Balvin lanzó el vídeo musical de «Ginza» el 21 de julio de 2015 en la plataforma de Flipagram. El clip fue dirigido por Juan Pablo Valencia en la ciudad de Medellín, donde se «capturó exitosamente el concepto de ninja propuesto por el artista». El vídeo contó con la participación de la modelo colombiana Laura Hénao.

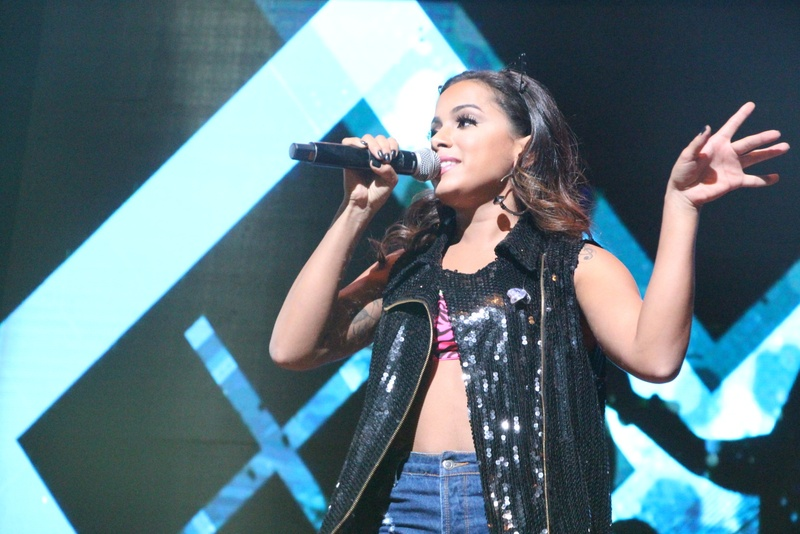
La cantante brasileña Anitta colaboró vocalmente en la versión en portugués de «Ginza».

El vídeo se rodó entre los días 28 y 30 de junio del 2015 en una vieja capilla del Patronato de Fabricato en el municipio de Bello, la cual se convertiría en una «misteriosa discoteca», El productor del vídeo Harold Jiménez de 36 Grados en una entrevista a un medio local de Antioquia, explicó que decidieron realizar el videoclip en ese lugar porque «la locación prestaba los espacios para poder realizar el vídeo y se pudo adecuar un callejón y en la capilla se adecuó la discoteca».
Con «Ginza», Balvin rompió el récord del vídeo en idioma español más reproducido en sus primeras 24 horas, con un total de 2.5 millones de reproducciones en su primer día en YouTube, esto según la compañía discográfica del artista y la plataforma VEVO. A mediados de 2016 y para impulsar su carrera en Brasil, el artista reedita el vídeo musical para incluir a la cantante Anitta.
Balvin presentó por primera vez en vivo «Ginza» el 16 de julio de 2015, en los Premios Juventud 2015, transmitidos por la cadena estadounidense de habla hispana Univision. En una entrevista para Televisa, Balvin habló de dicha presentación, en donde expresó que se reinventaría en cada show, puesto que «Ginza» representa «un renacer, una nueva etapa en [su] carrera, donde quiere salirse de lo común». En la gala de los Premio Grammy Latino del 2015, igualmente presentados por Univision, el artista abrió la ceremonia junto a Farruko, Major Lazer y MØ, interpretando el tema y «Lean On».
En 2016, Balvin se presentó en el Festival de la Canción de Sanremo en Italia, gracias a eso, el intérprete se convirtió en el primer colombiano en presentarse en dicha competencia.

## Lista de canciones
- Descarga digital y streaming[2]

1. «Ginza» — 2:49

- Ginza EP — Remixes oficiales[39]

1. «Ginza» (Cumbia remix) — 2:56
2. «Ginza» (Balvin con Arcángel, Daddy Yankee, De La Ghetto, Farruko, Nicky Jam, Yandel y Zion) — 6:33
3. «Ginza» (Atellagali remix) — 2:43

## Posicionamiento en listas
| Lista (2015-16)                       | Mejor posición |
| ------------------------------------- | -------------- |
| Bélgica (Valonia Ultratip Songs)      | 16             |
| Colombia (National Report)            | 2              |
| Eslovaquia (Rádio Top 100)            | 66             |
| España (Top 100 Canciones)            | 1              |
| Estados Unidos (Billboard Hot 100)    | 84             |
| Estados Unidos (Hot Latin Songs)      | 1              |
| Estados Unidos (Latin Pop Songs)      | 1              |
| Estados Unidos (Latin Rhythm Airplay) | 1              |
| Estados Unidos (Tropical Songs)       | 2              |
| Francia (Top 200 Singles Telechargés) | 21             |
| Hungría (Single Track Top 40)         | 11             |
| Italia (Top 100 Digital)              | 1              |
| México (Mexico Airplay)               | 1              |
| México (Mexico Español Airplay)       | 1              |
| Países Bajos (Singles Top 100)        | 83             |
| Polonia (Polish Airplay Top 100)      | 43             |
| República Dominicana (Top 20 General) | 3              |
| República Dominicana (Top 20 Urbano)  | 1              |
| Rumania (Media Forest)                | 2              |
| Suecia (Veckans Heatseekers)          | 6              |
| Suiza (Swiss Singles Chart)           | 33             |
| Venezuela (Record Report)             | 10             |

| Lista (2015)                            | Mejor posición |
| --------------------------------------- | -------------- |
| España (Top 100 Canciones)              | 13             |
| Estados Unidos (Hot Latin Songs)        | 5              |
| Estados Unidos (Latin Airplay)          | 5              |
| Estados Unidos (Latin Digital Songs)    | 9              |
| Estados Unidos (Latin Streaming Songs)  | 22             |
| Estados Unidos (Tropical Airplay Songs) | 11             |

| País (Organismo) | Certificaciones | Ventas certificadas |
| --- | --------------- | ------------------- |
| Argentina (CAPIF) | Diamante        | 200 000             |
| Brasil (ABPD) Remix con Anitta                                                                                                  | 2× Diamante     | 320 000             |
| Centroamérica | 4× Diamante     | 200 000             |
| Chile (IFPI — Chile) | Oro             | 5000                |
| Colombia (ASINCOL) | 2× Diamante     | 200 000             |
| Ecuador (IFPI — Ecuador) | Diamante        | 60 000              |
| España (PROMUSICAE) | 4× Platino      | 160 000^            |
| Estados Unidos (RIAA) | 10× Platino     | 600 000x            |
| Italia (FIMI) | 4× Platino      | 200 000^            |
| México (AMPROFON) | 2× Platino      | 120 000             |
| Perú (IFPI — Perú) | 2× Diamante     | 100 000             |
| Venezuela (AVINPRO) | 6× Platino      | 60 000              |
| La x hace referencia a la certificación de trabajos en español. La ^ hace referencia a la inclusión de streaming en las ventas. |                 |                     |

## Sucesión en listas
| Predecesor: «La gozadera» de Gente de Zona con Marc Antony                                               | Top 100 Canciones — Sencillo número uno 24 de septiembre de 2015 — 8 de octubre de 2015                                            | Sucesor: «Por fin te encontré» de Cali & El Dandee                             |
| Predecesor: «El perdón» de Nicky Jam con Enrique Iglesias                                                | Hot Latin Songs — Sencillo número uno 17 de octubre de 2015 — 19 de marzo de 2016                                                  | Sucesor: «Hasta el amanecer» de Nicky Jam                                      |
| Predecesor: «La mordidita» de Ricky Martin con Yotuel Romero Culpa al corazón» de Prince Royce           | Latin Pop Songs — Sencillo número uno 12 de septiembre de 2015 — 13 de febrero de 2016 27 de febrero de 2016 — 12 de marzo de 2016 | Sucesor: «Culpa al corazón» de Prince Royce «Culpa al corazón» de Prince Royce |
| Predecesor: «Est-ce que tu m'aimes?» de Maître Gims «Nessun grado di separazione» de Francesca Michielin | Top 100 Digital — Sencillo número uno 4 de febrero de 2016 — 11 de febrero de 2016 25 de febrero de 2016 — 10 de marzo de 2016     | Sucesor: «Est-ce que tu m'aimes?» de Maître Gims «7 Years» de Lukas Graham     |

## Créditos y personal
- José Álvaro «J Balvin» Osorio: Compositor y artista principal.
- Carlos «Mosty» Alejandro Patiño : Compositor y productor discográfico.
- Alejandro «Sky» Ramírez: Compositor y productor discográfico.
- René David Cano Ríos: Compositor.
- Salomón Villada Hoyos: Compositor.
- Compañía discográfica: Capitol Latin Records y EMI Music México, de Universal Music Group.

Los créditos son adaptados de Allmusic.

## Certificaciones
| País   | Organismo certificador | Certificación                  | Ventas certificadas | Ref.   |
| ------ | ---------------------- | ------------------------------ | ------------------- | ------ |
| México | AMPROFON               | 6× Diamante + 4× Platino + Oro | 2,070,000           | [ 51 ] |